# Bošířany
Bošířany (německy Poschitzau) jsou osada, základní sídelní jednotka města Horní Slavkov, v okrese Sokolov, v kraji Karlovarském.
V roce 2018 zde bylo evidováno 12 adres, v roce 2011 zde trvale žilo 5 obyvatel.
Osada leží v katastrálním území Bošířany o rozloze 5,678 km².

## Geografie
Osada leží v členité krajině Slavkovského lesa. Zástavba byla soustředěna v údolí Bošířanského potoka a na okolních svazích, přibližně 1,8 km severně od centra Horního Slavkova.

## Historie

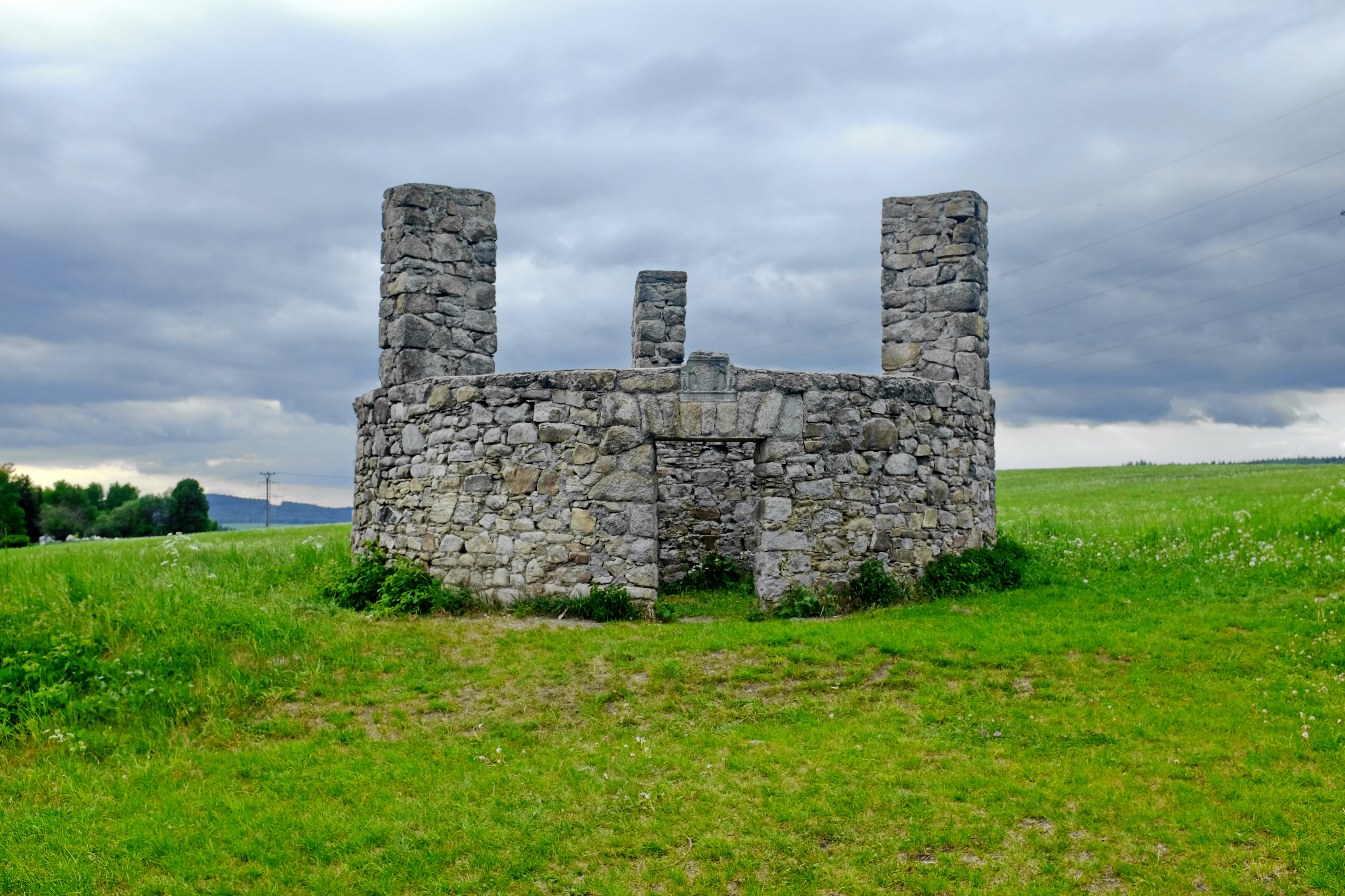
Popraviště

První písemná zmínka o vsi pochází z roku 1489, kdy patřila k panství hradu Bečov. S odvoláním na farní kroniku kostela svatého Jiří se v německé literatuře uvádí, že kolonizační ves existovala již roku 1242. K bečovskému panství patřila ves až do roku 1850.
Pojmenováni Bošířan je pravděpodobně odvozeno od osobního jména Božec a vyjadřuje tak vlastnický vztah. V kronice obce je odkazováno na odnož někdejšího hraničního slovanského kmene Chodů.
Roku 1623 zde stálo 14 zemědělských usedlostí. V letech 1850–1877 byly Bošířany osadou obce Kfely, od roku 1877 samostatnou obcí. Bošířany postupně náležely v letech 1850–1855 do politického okresu Karlovy Vary, v letech 1855–1868 Loket, 1868–1913 Falknov (nyní Sokolov), 1913–1948 opět Loket a v letech 1850–1949 byly součástí soudního okresu Loket, v letech 1961–1980 část obce Horní Slavkov v okrese Sokolov, poté základní sídelní jednotkou města Horní Slavkov.
Po roce 1945 došlo k odsunu německého obyvatelstva a po vysídlení německých obyvatel v roce 1946 došlo jen k minimálnímu dosídlení českými obyvateli, neboť vesnice se octla v blízkosti nového Vojenského výcvikového prostoru Prameny. Rovněž se již prováděl ložiskový průzkum pro budoucí těžbu uranu. Vesnice se octla v uzavřeném uranovém pásmu, kam se smělo pouze s propustkou. Odsun německého obyvatelstva, těžba uranu v padesátých letech 20. století, která probíhala i v těsném sousedství obce, obec zničily. Původní stavby byly většinou demolovány.
Skutečnou tragédií pro obec bylo, že hlušinou z jámy č. 18 byla přerušena cesta z Horního Slavkova do Bošířan, čímž byla obec předurčena k likvidaci. Náhradní spojení bylo později vybudováno kolem šibenice.
Zkázu obci přinesla těžba uranu, Bošířany se staly součástí uzavřeného území, kam byl vstup povolen pouze na propustky. Těžba navíc probíhala i v těsném sousedství obce. Na přelomu 50. a 60. let sice došlo k útlumu a nakonec i zastavení těžby uranu, ale zkázu obce to již neodvrátilo zánik. Zemědělská půda byla zničena, zástavba zchátralá a navíc zde byl i nedostatek vody, způsobený právě těžbou. K novému osídlení již proto nedošlo a dnes slouží Bošířany jako rekreační osada, ve které se zachovalo jen několik původních domů.
Ve vsi se nacházelo několik zemědělských usedlostí, obytné budovy z 18. století byly ve štítech hrázděné. Na návsi stála od roku 1862 pseudorománská kaple neznámého zasvěcení, někdy uváděná jako kaple svaté Anny. Kaple se nedochovala, u místa původní kaple roste skupina velkých kaštanů a lip.
Bošířany slouží jako rekreační osada, ve které se zachovalo jen několik původních domů.

### Uranové doly
Již v 16. století se v těsném sousedství rozmáhalo hornictví, ves však zůstala zemědělskou lokalitou. V letech 1946–1947 probíhal v Horním Slavkově a okolí geologický průzkum. Výsledkem geologického průzkumu bylo zjištění uranového zrudnění a následovalo zaražení prvních těžních jam a zahájena těžba rudy. V Bošířanech byly ustanoveny dobývací prostory Bošířany I. a II. V DP Bošířany I. byly zaraženy jámy č. 14 a č. 18 a řada štol, v DP Bošířany II. jámy č. 13 a č. 16 a štola č. 1. K 1.7.1952 byl zřízen závod Bošířany.
Těžila se zde skupina žil ze žilného uzlu Bošířany.
Nejintenzivnější těžba probíhala v letech 1953–1955. V polovině padesátých let již geologickým průzkumem nedocházelo k žádným dalším nálezům rud. Skončila produkční těžba a od roku 1958 začal útlum těžby, hornické práce byly ukončeny k 1. březnu 1959.

## Obyvatelstvo
Na konci 19. století obyvatelstvo pracovalo v zemědělství a v blízké porcelánce firmy Haas & Czjzek. Při sčítání lidu v roce 1921 zde žilo 423 obyvatel, z toho 419 Němců a čtyři cizinci. K římskokatolické církvi se hlásilo 423 obyvatel.
| Rok            | 1869 | 1880 | 1890 | 1900 | 1910 | 1921 | 1930 | 1950 | 1961 | 1970 | 1980 | 1991 | 2001 | 2011 |
| -------------- | ---- | ---- | ---- | ---- | ---- | ---- | ---- | ---- | ---- | ---- | ---- | ---- | ---- | ---- |
| Počet obyvatel | 327  | 406  | 460  | 427  | 438  | 423  | 328  | 36   | 57   | 32   | –    | 6    | 2    | 5    |
| Počet domů     | 47   | 61   | 64   | 65   | 65   | 65   | 52   | 51   | –    | 8    | –    | 6    | 3    | 2    |

## Pamětihodnosti
- Popraviště na katastru Bošířan z období kolem roku 1500, kde se po staletí popravovalo mečem a oprátkou. Poslední poprava zde proběhla 10. září 1751.[17][18]